# Annegret Laabs

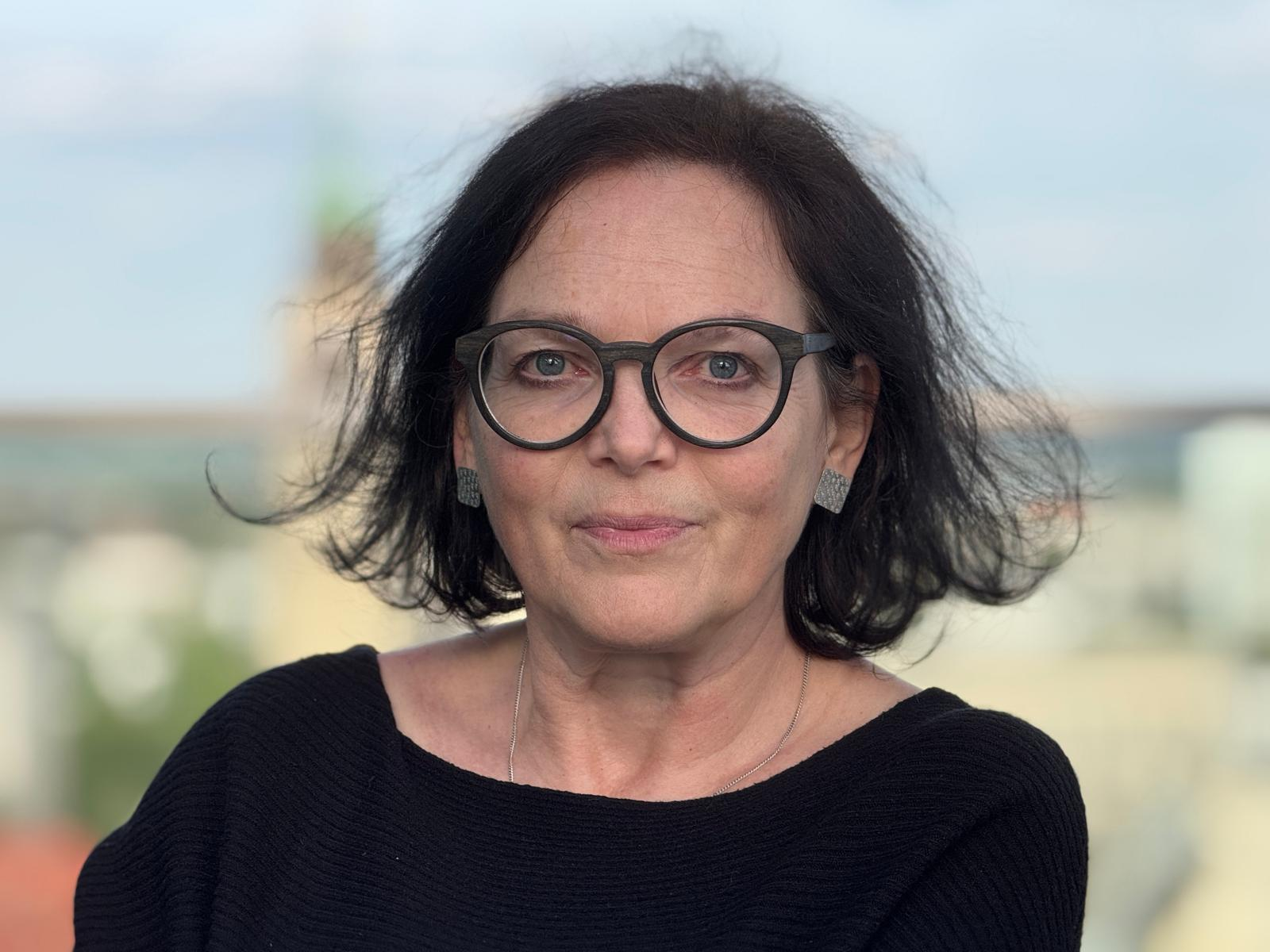
Annegret Laabs (2025)

Annegret Laabs (* 12. Juli 1967 in Lutherstadt Eisleben) ist eine deutsche Kunsthistorikerin und Direktorin des Kunstmuseums Magdeburg (Sachsen-Anhalt).

## Werdegang
Annegret Laabs machte beim VEB „Südharzmöbel“ Eisleben eine Tischlerlehre und Sachbearbeiter-Ausbildung. Nach dem Abitur studierte sie an der Pädagogischen Hochschule Erfurt Germanistik, Pädagogik und Kunsterziehung. Aus politischen Gründen musste sie im Juni 1989 ihr Studium abbrechen. Dann arbeitete sie im Angermuseum Erfurt. Von 1990 bis 1992 studierte sie Kunstgeschichte, Volkskunde und Archäologie des Mittelalters und der frühen Neuzeit an der Otto-Friedrich-Universität Bamberg und 1992 bis 1995 Kunstgeschichte und Europäische Ethnologie an der Philipps-Universität Marburg. Als Stipendiatin des interdisziplinären Graduiertenkollegs „Kunst im Kontext“ in Marburg wurde sie 1997 mit einer Dissertation zum Bildgebrauch und sakralem Zeremoniell der Zisterzienser im Mittelalter promoviert. 1997 bis 1998 wirkte sie in Frankfurt am Main am Jüdischen Museum und am Museum für Post und Kommunikation. Nach einem Volontariat im Museum für Kunstgewerbe und der Galerie Neue Meister in den Staatlichen Kunstsammlungen Dresden war sie von 1999 bis 2001 Sammlungskustodin für Niederländische und flämische Malerei der Gemäldegalerie Alte Meister in Dresden.
Seit 2001 ist sie Direktorin des Kunstmuseums Magdeburg. Das in einem alten Klosterkomplex gelegene Museum der Gegenwartskunst besticht durch die einmalige Verbindung historischer Architektur und zeitgenössischer Kunst. Neben der Verantwortung für den Gebäudekomplex des Kunstmuseums Kloster Unser Lieben Frauen und dessen umfangreichen Um- und Ausbau in den Jahren 2008 bis 2022, liegen ihre Forschungsschwerpunkte heute im Bereich der Kunst des 20. und 21. Jahrhunderts. Ihre kuratorische Tätigkeit umfasst viele Themen der zeitgenössischen Kunst von Fotografie über Medienkunst und Kunst im öffentlichen Raum bis zur Malerei.
Annegret Laabs ist Mitglied des Kuratoriums der Burg Giebichenstein Kunsthochschule Halle/S. und tätig in diversen Jurys und Beiräten zur zeitgenössischen Kunst, u. a. der Villa Massimo Jury (2021–24) und der Kunststiftung Sachsen-Anhalt. Als Dozentin für Geschichte der Kunst ist sie an der Burg Giebichenstein Kunsthochschule Halle tätig.
Sie erhielt 2012 den Museumspreis der hbs-Stiftung, Hannover für herausragende kuratorische Leistungen.
2024 wurde sie zur Honorarprofessorin für Kunstwissenschaften an der Burg Giebichenstein Kunsthochschule Halle ernannt.
Annegret Laabs ist verheiratet und hat zwei erwachsene Kinder.

## Ausstellungen und Publikationen (Auswahl)
- John Smith – Waldeinsamkeit. Hrsg. Annegret Laabs und Uwe Gellner, Verlag für moderne Kunst, Wien 2022, ISBN 978-3-903572-94-2
- Zandile Tshabalala. Katalog zur Ausstellung. Hrsg. Annegret Laabs und Bettina Ruhrberg, Mönchehausmuseum Goslar, Verlag für moderne Kunst, Wien 2022, ISBN 978-3-903439-38-2
- Liliane Tomasko. Morpheus, Katalog zur Ausstellung, Magdeburg 2021, ISBN 978-3-9816665-9-5
- MODERNE, IKONOGRAFIE, FOTOGRAFIE. Das Bauhaus und die Folgen 1919–2019, (Bernd und Hilla Becher, Laura Bielau, Joachim Brohm, T. Lux Feininger, Hans Finsler, Matthias Hoch, Lucia Moholy, Ricarda Roggan, Xanti Schawinsky, Ulrich Wüst u. a.), E.A. Seemann Verlag, Leipzig 2020, ISBN 978-3-86502-433-6
- Robin Minard: Werke 1984–2019. Verlag für moderne Kunst Wien, 2019, ISBN 978-3-903269-90-3
- Ambitus - Kunst und Musik heute / Ambitus - art and music today. (Brian Eno, Christina Kubisch, Douglas und David Henderson, Kaffe Mathews, Candice Breitz, Anri Sala, Cory Arcangel, Annika Kahrs u. a.), Magdeburg 2018, ISBN 978-3-9816665-6-4
- As the noise falls away - Lawrence Carroll. Hrsg. Annegret Laabs und Uwe Gellner, Verlag für Moderne Kunst, Wien 2018, ISBN 978-3-903228-77-1
- Konkret: Unterbrechungen = Concrete: interruptions / Horst Bartnig. Texte: Eugen Blume, Uwe Gellner, Annegret Laabs, Magdeburg 2017, ISBN 978-3-903153-32-5
- »Seht, da ist der Mensch« / »Behold the man«. Hrsg. Annegret Laabs, (Francis Alÿs, Kader Attia, Nathan Coley, Tim Eitel, Binelde Hyrcan, Gülsün Karamustafa, Sandra Válasques de la Horra u. a.), Verlag für moderne Kunst, Wien 2017, ISBN 978-3-903153-85-1
- Peter Herrmann. Malergrüße aus Berlin / Painter’s greetings from Berlin, Deutscher Kunstverlag, Berlin 2016, ISBN 978-3-422-07414-9
- ALICIA PAZ The Garden of Follies. Hrsg. Annegret Laabs und Uwe Gellner, Verlag für Moderne Kunst, Wien 2016, ISBN 978-3-903004-91-7
- Max Uhlig - Vor der Natur gewachsen / Grown Up in Front of Nature, Hirmer Verlag, München 2014, ISBN 978-3-7774-2280-0
- Heute. Malerei: Gerhard Richter, Jonathan Lasker, Peter Halley, Adrian Schiess, Neo Rauch, Daniel Richter, Fabian Marcaccio, Alica Paz, Sarah McGinity, Rashid Johnson u. a., gemeinsam mit Uwe Gellner u. a., Berlin 2012, ISBN 978-3-86859-247-4
- Die Geschichten der Christiane Möbus. Texte u. a.v. Gabriele Knapstein und Uwe Gellner, Verlag für Moderne Kunst, Nürnberg 2012, ISBN 978-3-86984-310-0
- Jannis Kounellis. Katalog zur Ausstellung im Kunstmuseum Magdeburg, Texte von Annegret Laabs und Rudi Fuchs, Jovis Verlag, Berlin, 2012, ISBN 978-3-86859-206-1
- Bjørn Melhus, Nachtwache, Nightwatch. Verlag für moderne Kunst, Nürnberg 2011, ISBN 978-3-86984-184-7
- Norbert Prangenberg, Venustas et fortuna. Kerber Verlag, Bielefeld 2008, ISBN 978-3-86678-127-6
- Everyday Ideologies II. Zeitläufe. Lebenswege. (Tacita Dean, Peter P. Hopkins, Pepa Hristova, Teresa Hubbard / Alexander Birchler, Peter Land, Rémy Markowitsch, Deimantas Narkevicius, Joel Sternfeld, Hito Steyerl). Texte v. Uwe Gellner u. Annegret Laabs, Magdeburg 2012, ISBN 978-3-86984-034-5
- Farben: A noir, E blanc, I rouge, U vert, O bleu .... (Ives Klein, Christoph Cuzin, David McCracken, Matthias Hoch, David Batchelor, Niele Toroni, Annelies Strba u. a.) Hrsg. Annegret Laabs und Uwe Gellner, Verlag Kerber, Bielefeld 2007, ISBN 978-3-86678-060-6
- Paris des photographes. (Edouard Boubat, Pierre Boucher, Brassaï, Henri Cartier-Bresson, Robert Doisneau, Gisèle Freund, Raoul Hausmann, Florence Henri, André Kertész, William Klein, Germaine Krull, Man Ray, Marc Riboud, Willy Ronis u. a.), Texte Annegret Laabs, Alain Sayan und Uwe Gellner, [Exposition conçue et organisée par le Centre Pompidou, Museée National d'Art Moderne - Centre de Création Industrielle], Paris 2004, ISBN 978-3-930030-71-2
- La poetica dell' Arte Povera. (Giovanni Anselmo, Alighiero Boetti, Pier Paolo Calcolari, Luciano Fabro, Piero Gilardi, Jannis Kounellis, Mario Merz, Giulio Paolini, Pino Pascali, Giuseppe Penone, Michelangelo Pistoletto, Emil Prini, Gilberto Zorio). Texte von Nike Bätzner, Piero Gillardi, Annegret Laabs u. a., Hatje Cantz, Ostfildern-Ruit 2003, ISBN 3-7757-1370-0
- The Leiden fijnschilders from Dresden / De Leidse Fijnschilders uit Dresden (englische und niederländische Ausgabe anlässlich der Ausstellung im Stedelijk Museum De Lakenhal), Leiden, Waanders Publishers, Zwolle 2000, ISBN 90-400-9550-7
- Von der lustvollen Betrachtung der Bilder. Leidener Feinmaler in der Dresdener Gemäldegalerie [Staatliche Kunstsammlungen Dresden, Gemäldegalerie Alte Meister, Katalog anlässlich der Ausstellung im Semperbau vom 15. September bis 3. Dezember 2000]. Leipzig 2000.

## Monografien und Aufsätze (Auswahl)
- Die Marienkirche zu Magdeburg – Erzbischöfe als Bauherren in den Zentren imperialer Macht, in: Kloster Unser Lieben Frauen Magdeburg: die Architektur des Kirchenbaues vom 11. bis 13. Jahrhundert. Quellen und Forschungen zur Geschichte Sachsen-Anhalts; Band 23 / Hrsg. Leonard Helten und Annegret Laabs, Mitteldeutscher Verlag, Petersberg 2021, S. 9–36, ISBN 978-3-96311-460-1.
- Unentdeckte Schätze in den Museen Sachsen-Anhalts / Museumsverband Sachsen-Anhalt e.V.; Hrsg. Ulf Dräger, Annegret Laabs, Imhof Verlag 2021, ISBN 978-3-7319-0963-7.
- Xanti Schawinsky: vom Bauhaus in die Welt: from the Bauhaus into the world. Hrsg. Annegret Laabs und Torsten Blume, Deutscher Kunstverlag 2021, ISBN 978-3-422-07470-5.
- Max Uhlig. Die Fenster der Johanniskirche / The windows of the St. John’s Church. Hrsg. Annegret Laabs für das Kuratorium zum Wiederaufbau der Johanniskirche zu Magdeburg e.V., Hirmer Verlag 2020, ISBN 978-3-7774-3657-9.
- Kunstmuseum Magdeburg. Kloster Unser Lieben Frauen (= DKV-Kunstführer. Nr. 438). 6. Auflage. Deutscher Kunstverlag, München/Berlin 2008, ISBN 978-3-422-02133-4.
- Burgundische Tapisserien am Dresdener Hof. In: Dresdener Kunstblätter 48. Jg., 3/2004, S. 166–173.
- Das Hochaltarretabel in Doberan. Reliquienschrein und Sakramentstabernakel. In: Hartmut Krohm, Klaus Krüger u. Matthias Weniger (Hrsg.): Entstehung und Frühgeschichte des Flügelaltarschreins (Veröffentl. der Beiträge des gleichnamigen Kolloquiums in Berlin, 28.–29. Juni 1996). Berlin 2001, S. 143–156.
- „Une fille et un Cupido“ von Rembrandt. Die Gemäldeankäufe Augusts des Starken in Antwerpen 1708 und 1709. In: Dresdener Kunstblätter 45 Jg., 1/2001, S. 17–2.
- Malerei und Plastik im Zisterzienserorden. Zum Bildgebrauch zwischen sakralem Zeremoniell und Stiftermemoria 1250–1430 (= Studien zur internationalen Architektur- und Kunstgeschichte 8). Michael Imhof, Petersburg 2000.